# Benita Edds
Benita Edds, född 12 juni 1958, är en amerikansk bågskytt. Hon deltog vid olympiska sommarspelen 1984.